# Alfonso Guerrieri Gonzaga
Alfonso Guerrieri Gonzaga (... – 1639) è stato un nobile e condottiero italiano, II Marchese di Mombello.

## Biografia
Figlio del conte Tullo Guerrieri Gonzaga, e della nobildonna Giulia Brembati, nonché fratello di Felicita Guerrieri Gonzaga, nel 1617, in seguito alla morte del fratello maggiore Vincenzo, Alfonso gli succedette come legittimo titolare di tutti i suoi feudi. Militò al soldo dell'Impero spagnolo nella Guerra degli ottant'anni, dove combatté nelle Fiandre. Venne nominato governatore di Casale e Trino.
Successivamente, in seguito allo scoppio della guerra di successione del Monferrato, fece ritorno nel Mantovano, dove venne nominato dal duca Carlo I di Gonzaga-Nevers prima generale della cavalleria, poi generale delle truppe nel conflitto contro il Duca di Savoia e il Re di Spagna, nonché, nel 1631, governatore generale del Monferrato e generale di tutte le armi. Nel 1630, come conseguenza della calata delle truppe imperiali nel Mantovano guidate dal feldmaresciallo Johann von Aldringen, il marchese fu posto dal Duca di Mantova a difesa del Serraglio mantovano presso la località di Governolo, con lo scopo d'impedire alle truppe imperiali l'avvicinamento alla città di Mantova, ove si distinse in varie operazioni a Marmirolo e Castiglione Mantovano; le truppe imperiali riuscirono comunque a travolgere le impreparate milizie dal marchese, composte da ottocento fanti e tre compagnie di cavalleria, ed invasero la località, mettendola a ferro e fuoco. Lo stesso marchese si vide costretto a ripiegare verso la città di Mantova dopo un fallito tentativo di contrattacco presso Volongo, effettuato nel tentativo di impedire il passaggio del fiume Chiese ai nemici. Sovrastato dalle forze nemiche e abbandonato da gran parte del suo esercito ai primi scontri, ordinò la ritirata verso Mantova, dove si distinse nella difesa della città. Da lì a pochi giorni, le truppe del Ducato di Mantova sarebbero state costrette comunque alla resa, essendo la città in preda ad una terribile epidemia di peste, rendendo così inevitabile la devastazione ad opera delle truppe imperiali. In seguito a questa guerra, venne nominato comandante della cittadella di Porto, nelle vicinanze di Casale Monferrato e ambasciatore presso il re di Spagna Filippo IV.
Alfonso sposò la marchesa Anna Maria Del Carretto, risposandosi in seguito con Margherita Albini. Entrambe le coppie non ebbero mai figli. Morì nel 1639. Gli succedette il fratello minore Cesare Guerrieri Gonzaga.

## Ascendenza
L'ascendenza di Alfonso Guerrieri Gonzaga:
|                            |                          |                          | Genitori                |  |  | Nonni |  |  | Bisnonni                           |  |  | Trisnonni                      |  |
|                            |                          |                          |                         |  |  |       |  |  | Giovan Francesco Guerrieri Gonzaga |  |  | Gian Filippo Guerrieri Gonzaga |  |
|                            |                          |                          |                         |  |  |       |  |  | Giovan Francesco Guerrieri Gonzaga |  |  | Gian Filippo Guerrieri Gonzaga |  |
|                            |                          | Andreana Verrieri        |                         |  |  |       |  |  | Giovan Francesco Guerrieri Gonzaga |  |  |                                |  |
| Vincenzo Guerrieri Gonzaga |                          |                          |                         |  |  |       |  |  | Giovan Francesco Guerrieri Gonzaga |  |  |                                |  |
|                            |                          | ?                        | ?                       |  |  |       |  |  |                                    |  |  |                                |  |
|                            |                          | ?                        | ?                       |  |  |       |  |  |                                    |  |  |                                |  |
|                            |                          | ?                        | ?                       |  |  |       |  |  |                                    |  |  |                                |  |
| Tullo Guerrieri Gonzaga    |                          | ?                        |                         |  |  |       |  |  |                                    |  |  |                                |  |
|                            |                          | Giacomo Suardi           | ?                       |  |  |       |  |  |                                    |  |  |                                |  |
|                            |                          | Giacomo Suardi           | ?                       |  |  |       |  |  |                                    |  |  |                                |  |
|                            |                          | Giacomo Suardi           | ?                       |  |  |       |  |  |                                    |  |  |                                |  |
| Francesca Suardi           |                          | Giacomo Suardi           |                         |  |  |       |  |  |                                    |  |  |                                |  |
|                            |                          | ?                        | ?                       |  |  |       |  |  |                                    |  |  |                                |  |
|                            |                          | ?                        | ?                       |  |  |       |  |  |                                    |  |  |                                |  |
|                            |                          | ?                        | ?                       |  |  |       |  |  |                                    |  |  |                                |  |
| Alfonso Guerrieri Gonzaga  |                          | ?                        |                         |  |  |       |  |  |                                    |  |  |                                |  |
|                            | Marco Coroliano Brembati | Giovanni Davide Brembati |                         |  |  |       |  |  |                                    |  |  |                                |  |
|                            | Marco Coroliano Brembati | Giovanni Davide Brembati |                         |  |  |       |  |  |                                    |  |  |                                |  |
|                            | Marco Coroliano Brembati | Antonia di Savorgnan     |                         |  |  |       |  |  |                                    |  |  |                                |  |
| Giovanni Battista Brembati | Marco Coroliano Brembati |                          |                         |  |  |       |  |  |                                    |  |  |                                |  |
|                            |                          | Maddalena Gambara        | Gian Pietro Gambara     |  |  |       |  |  |                                    |  |  |                                |  |
|                            |                          | Maddalena Gambara        | Gian Pietro Gambara     |  |  |       |  |  |                                    |  |  |                                |  |
|                            |                          | Maddalena Gambara        | Tadde Caterina Gambara  |  |  |       |  |  |                                    |  |  |                                |  |
| Giulia Brembati            |                          | Maddalena Gambara        |                         |  |  |       |  |  |                                    |  |  |                                |  |
|                            |                          | Antonio Della Frattina   | Giovanni Della Frattina |  |  |       |  |  |                                    |  |  |                                |  |
|                            |                          | Antonio Della Frattina   | Giovanni Della Frattina |  |  |       |  |  |                                    |  |  |                                |  |
|                            |                          | Antonio Della Frattina   | Quieta della Frattina   |  |  |       |  |  |                                    |  |  |                                |  |
| Felicita Della Frattina    |                          | Antonio Della Frattina   |                         |  |  |       |  |  |                                    |  |  |                                |  |
|                            |                          | Camilla di Porcia        | Antonio di Porcia       |  |  |       |  |  |                                    |  |  |                                |  |
|                            |                          | Camilla di Porcia        | Antonio di Porcia       |  |  |       |  |  |                                    |  |  |                                |  |
|                            |                          | Camilla di Porcia        | Nigra degli Olbizzi     |  |  |       |  |  |                                    |  |  |                                |  |
|                            |                          | Camilla di Porcia        |                         |  |  |       |  |  |                                    |  |  |                                |  |

## Nella cultura di massa
Giovan Battista Marino dedicò probabilmente a lui e a Francesco IV Gonzaga un verso del suo cartello introduttivo al Compendio delle sontuose feste fatte l'anno 1608 nella citta di Mantova di Federico Follino. Il protagonista dell'introduzione, Amore, spiega che tratterebbe con riserbo i coraggiosi come loro.